# NieA 7
NieA_7 (jap. ニアアンダーセブン, Nia andā sebun von engl. NieA under seven) ist eine Anime-Serie aus dem Jahre 2000, die als Manga adaptiert wurde. Sie handelt vom Alltag Mayukos und ihrer geduldeten Mitbewohnerin NieA, einer Außerirdischen. Dabei kommt die Serie ohne einen großen Spannungsbogen aus und baut in den einzelnen Episoden oft nur lose aufeinander auf.

## Handlung
Vor einigen Jahren sind auf der Erde nahe Enohana Außerirdische gelandet, die sich äußerlich nur durch ihre leicht zugespitzten Ohren und eigentümliche Antennen von den Menschen unterscheiden. Die Landung war wohl mehr oder weniger ungeplant, denn seitdem sitzt das Mutterschiff auf der Erde fest und die Außerirdischen haben sich recht gut in die Bevölkerung integriert, so dass sie kaum mehr auffallen. Sie gehen Berufen nach und versuchen ebenso wie die Menschen über die Runden zu kommen.
NieA allerdings hat sich bei der ohnehin schon ärmlichen Mayuko in einem Schrank einquartiert und steigert deren finanziellen Probleme noch mehr und doch entwickelt sich zwischen den beiden eine Art Freundschaft. Diese wird durch NieA Basteleien aber immer wieder auf die Probe gestellt, deren Ergebnis eher Geld kostet als einbringt.

## Charaktere
NieA
Sie ist eine junge Außerirdische, die es sich in einem Schrank von Mayuko bequem gemacht hat. Ebenso wie diese lebt sie in ärmlichen Verhältnissen und eine warme Mahlzeit ist bei weitem nicht selbstverständlich. Sie ist sehr extravertiert und aufgeschlossen und verbringt sehr viel Zeit auf ihre verschiedenen Basteleien.
Mayuko  Chigasaki
Mayuko lebt an sich alleine, wenn man ihre ungewollte Mit-/Untermieterin NieA ignoriert. Sie erhält nur sehr wenig Geld von zu Hause und muss deswegen neben ihrer Paukschule noch Arbeiten. Dabei hilft sie zum Beispiel im Café Karuchie aus oder greift ihrer Vermieterin beim Betrieb des Badehauses unter die Arme.
Chiaki Komatsu
Sie ist die etwas alienverrückte Schulfreundin von Mayuko und im Allgemeinen im Trend der Zeit oder hat zumindest nicht solche Geldprobleme wie Erstere. Sie versucht Mayuko aus ihrer Schüchternheit zu verhelfen.
Yoshioka  Nenji
Dieser Held in seinen Tagträumen ist der Hausmeister des Enohana-Badehauses und für die Beheizung eben dessen verantwortlich. Außerdem ist er von Kotomi sehr angetan.
Kotomi Hiyama
Nach einigen Vorbesitzern verwaltet sie nun das Enohana-Badehaus neben ihrem eigentlichen Beruf in der Stadt. Sie tut das eigentlich eher aus Verbundenheit als finanziellen Gründen. Ihr Tabak- und Alkoholkonsum ist bedenklich hoch.
Genzō Someya
Er ist ein mittlerweile bedenklich groß gewordener ehemaliger Schützling von Mayuko aus ihrer Heimatstadt. Nachdem seine Eltern in der Nähe von Enohana ein Lebensmittelgeschäft aufgemacht haben, bringt er regelmäßig Reissäcke für Mayuko vorbei, was offensichtlich mit seinen Gefühlen für sie zusammen hängt.
Die Karitas
Shūhei Karita ist der etwas verträumte Betreiber von Café Karuchie. Er ist zugleich der Vater von der kleinen Chie, nach welcher er sein Etablissement benannt hat. Aufgrund seiner Schusseligkeit ist Chie für ihr Alter ungewöhnlich selbstständig.
Einige Außerirdische
Karna ist der festen Überzeugung, besser als NieA zu sein, was sie eines ums andere Mal hochnäsig kundtut. Sie hat sich in ihrem kulturellen Vorbild für China entschieden. Chada wiederum hat sich für Indien entschieden und lebt dies auf erschreckende, stereotype Art und Weise aus.

## Produktion und Veröffentlichung
Die 13-teilige Serie wurde 2000 unter der Regie von Tomokazu Tokoro (chief director), assistiert von Takuya Satō (kantoku, jap. „Regisseur“) von dem auch das Drehbuch stammt, durch Studio Triangle Staff animiert. Das Charakterdesign stammt von Yoshiaki Yanagida, basierend auf den Entwürfen von Yoshitoshi ABe und die künstlerische Leitung übernahm Aiichirō Hirose. Als Erfinder der Serie wird gK genannt, wobei das g für Geronimo Hongō, dem Pseudonym des Produzenten Yasuyuki Ueda, und K für das Pseudonym Kuso-sensei steht. Sowohl Abe, Satō, Tokoro und Ueda arbeiteten bereits zuvor an Serial Experiments Lain.
Vom 26. April bis zum 19. Juli 2000 wurde die Serie im japanischen Fernsehen auf WOWOW ausgestrahlt. Eine englische Fassung wurde in Asien durch AXN-Asia ausgestrahlt und erschien in Australien und den USA auf DVD. Mangas zeigte die Serie in Frankreich, K3 in Spanien und Hero auf den Philippinen. Zudem gibt es Übersetzungen ins Italienische und Chinesische. Deutsche DVDs erschienen 2003 bei Anime Virtual.

### Synchronisation
| Rolle            | japanischer Sprecher (Seiyū) |
| ---------------- | ---------------------------- |
| Mayuko Chigasaki | Ayako Kawasumi               |
| NieA             | Yūko Miyamura                |
| Kotomi Hiyama    | Rumi Ochiai                  |
| Nenji Yoshioka   | Takayuki Sugo                |
| Chiaki Komatsu   | Fumiko Orikasa               |
| Chada            | Allan Schintu                |
| Chie Karita      | Mari Ogasawara               |
| Shūhei Karita    | Hozomi Goda                  |
| Momo Enoshima    | Chieko Ichikawa              |
| Genzō Someya     | Akira Okamori                |

### Musik
Die Musik der Serie komponierte Yoshio Ōwa. Der Vorspann der Serie ist mit dem Lied Koko made Oide von Sion unterlegt. Der Abspanntitel ist Venus to Chiisana Kamisama von Maria Yamamoto und Seikō Kikuchi.

## Manga
Der Manga von gK und Yoshitoshi ABe erschien in Kadokawa Shotens Manga-Magazin Ace Next vom 10. September 1999 (Ausgabe 10/1999) bis 10. Dezember 2000 (Ausgabe 1/2001). Die 14 Kapitel wurden dann zwei Sammelbänden (Tankōbon) zusammengefasst.